# Бирки (Кировоградская область)
Би́рки (укр. Бірки) — село в Александровской поселковой общине Кропивницкого района Кировоградской области Украины.
До 2020 года входило в Александровский район
Население по переписи 2001 года составляло 1850 человек. Телефонный код — 5242. Код КОАТУУ — 3520580301.